# Олександрівка (Звенигородський район)
Олекса́ндрівка — селище в Україні, у Водяницькій сільській громаді Звенигородського району Черкаської області, підпорядковане Мизинівській сільській раді. Населення — 43 чоловіка.

## Історія
За спогадами старожилів хутір Олександрівка утворений за часів гайдамаччини, близько 1768 року. Коли гайдамаки громили поляків у Лисянці, то поляки тікали в ліси й ховалися. Так, сім сімей утворили хутір. Він належав до Лисянки. Землі в поляків не було, їх називали однодверцями. Пан Олександр продав їм 110 десятин землі. Звідси й назва хутора, його називають ще Ляхівкою.
Поблизу хутора — ділянка лісу Губського, що називалася Свячене. Розповідають, що коли гайдамаки йшли бити поляків у Лисянку, то на цьому місці вони святили ножі, від цього й пішла назва «Свячене». Землю хуторяни купили в пана і підкорилися.
Жителі хутора під час громадянської війни боролися проти інтервентів.
Село постраждало внаслідок геноциду українського народу, проведеного окупаційним урядом СССР 1923-1933 та 1946-1947 роках.

## Населення

### Мова
Розподіл населення за рідною мовою за даними перепису 2001 року:
| Мова       | Кількість | Відсоток |
| ---------- | --------- | -------- |
| українська | 43        | 100%     |

Свій рід можна дослідити в метричних книгах, які велися в більшості в сусідніх селах Свято-Успенської церкви с. Старої буди і Георгієвської церкви с. Мизинівки оскільки. З 1916 є окремі записи  книг  Троицької церкві.